# Galvanize
Galvanize è il primo singolo estratto dal quinto album dei Chemical Brothers, Push the Button.
L'introduzione del brano contiene un sample della canzone Hadi Kedba Bayna della cantante marocchina Najat Aatabou. Il rap invece è performato da Q-Tip, ex-membro degli A Tribe Called Quest.

## Il singolo
Pubblicato il 17 gennaio 2005, una settimana prima dell'album di estrazione, il singolo ha raggiunto la terza posizione della classifica del Regno Unito. La canzone ha vinto il Grammy Award come Best Dance Recording nel febbraio del 2006.

## Apparizione nei media
Il brano è apparso nel videogioco musicale DJ Hero 2 sia come brano a sé stante che come parte del boss finale del gioco assieme a Firestarter e Welcome to Jamrock, e in Need For Speed: Most Wanted; a partire dal 2021 è utilizzato come musica di sottofondo in uno spot pubblicitario di una nota casa di produzione di pneumatici, la francese Michelin.
Galvanize appare anche in Sonic 3 - Il film, più precisamente nella scena di infiltrazione dei dottori Ivo e Gerald Robotnik. Il loro balletto riportò la canzone alla ribalta, con tanto di memes e rifacimenti del balletto uploadati su vari social media.

## Tracce

### Nel Regno Unito
- Pubblicato il 17 gennaio 2005 dalla Virgin Records
- CD 1 CHEMSD21

1. "Galvanize"
2. "Rize Up"

- CD 2 CHEMSDX21

|  |

1. "Galvanize"
2. "Galvanize" (Extended Version)
3. "Electronic Battle Weapon 7"
4. "Galvanize" (Video)

- 12" CHEMST21

|  |

1. "Galvanize" (Extended Version)
2. "Electronic Battle Weapon 7"

### In Australia
- pubblicato il 17 gennaio 2005 dalla Virgin Records
- CD 8765962

1. "Galvanize"
2. "Galvanize" (Extended Version)
3. "Electronic Battle Weapon 7"

### Negli Stati Uniti
- pubblicato il 18 gennaio 2005 dalla Astralwerks
- CD ASW 76599

1. "Galvanize" (Extended Version)
2. "Rize Up"
3. "Electronic Battle Weapon 7"

- 12" ASW 76599

1. "Galvanize" (Extended Version)
2. "Electronic Battle Weapon 7"

### In Giappone
- pubblicato il 26 gennaio 2005 dalla Toshiba-EMI
- CD VJCP-12183

1. "Galvanize" (Single Edit)
2. "Galvanize" (Extended Version)
3. "Galvanize" (Abe Duque Remix)
4. "Rize Up"
5. "Electronic Battle Weapon 7"
6. "Galvanize" (Video)

## Classifiche
| Classifica                        | Posizione |
| --------------------------------- | --------- |
| Classifica britannica dei singoli | 3         |